# Lisa Vollmer
Lisa Vollmer (geb. Goßmann; * 23. Juli 1937 in Kassel; † 29. November 2022) war eine hessische Politikerin (SPD). Sie war von 1987 bis 1999 Abgeordnete des Hessischen Landtags.

## Leben
Lisa Vollmer war bis 1987 Angestellte der Arbeiterwohlfahrt in Kassel. Von 1979 bis 1987 war sie Stadtverordnete in Kassel. Bei der Landtagswahl in Hessen 1987 wurde sie in den Landtag gewählt, dem sie drei Wahlperioden lang vom 5. April 1987 bis zum 4. April 1999 angehörte. Bei der Landtagswahl in Hessen 1995 wurde sie im Wahlkreis Kassel-Stadt II als Direktkandidatin gewählt. Von 1991 bis 1995 war sie stellvertretende Vorsitzende der SPD-Landtagsfraktion.

## Ehrungen
- 2000: Verdienstkreuz am Bande des Verdienstordens der Bundesrepublik Deutschland[2]